# Somnium Scipionis

Die Gesprächssituation des „Somnium Scipionis“; alle Daten vor Christi Geburt.

Das Somnium Scipionis (lateinisch ‚Scipios Traum‘) ist eine in einem Kommentar des Macrobius weitgehend separat überlieferte Erzählung aus dem sechsten Buch von Ciceros Werk De re publica (verfasst von 54 bis 52 v. Chr.), dessen Abschluss sie bildet. Ihr Inhalt ist eine auf das Jahr 129 v. Chr. anzusetzende fiktive Erzählung des Scipio Aemilianus. Dieser berichtet acht Zuhörern über einen Traum, den er zwanzig Jahre zuvor während eines Besuchs bei König Masinissa von Numidien gehabt habe. Darin treten sein Adoptivgroßvater Scipio Africanus und sein leiblicher Vater Paullus auf, entrücken ihn von der Erde und führen ihm ein kosmologisches Szenario vor Augen, das nur Männer, die politische Verantwortung übernommen haben, nach ihrem Tod als Lohn für ihre Taten schauen und erfahren dürfen. Cicero rezipiert dabei Platon, der im 10. Buch der Politeia Sokrates den „Mythos von Er“ erzählen lässt.

## Aufbau
| Kapitel in 'De re publica' | Kapitel in isolierter Ausgabe | Inhalt |
| -------------------------- | ----------------------------- | --- |
| 6.9–10                     | 1.1–4                         | Rahmenhandlung: Empfang durch Masinissa; Traumerscheinung des Scipio Africanus maior.                                                 |
| 6.11–12                    | 2.1–3                         | Scipio Africanus maior sagt dem Adoptivenkel Scipio Africanus minor die Zukunft voraus.                                               |
| 6.13                       | 3.1                           | Er verkündet ihm die ewige Seligkeit als Lohn für verdiente Staatsmänner.                                                             |
| 6.14                       | 3.2                           | Scipio Africanus maior lässt Scipios leiblichen Vater Aemilianus erscheinen.                                                          |
| 6.15-16                    | 3.3–4                         | Aemilianus untersagt Scipio, aus Sehnsucht nach dieser Seligkeit sofort sterben zu wollen, und mahnt ihn zu einem tugendhaften Leben. |
| 6.17-19                    | 3.5–5.3                       | Wieder Africanus maior: Vision der Himmelssphären und der Sphärenmusik von der Milchstraße aus.                                       |
| 6.20–22                    | 6                             | Einteilung der Erde; die bewohnbare Zone der Erde begrenzt den irdischen Ruhm örtlich.                                                |
| 6.23–25                    | 7                             | Das Große Jahr und die zyklische Wiederkehr begrenzen den irdischen Ruhm zeitlich.                                                    |
| 6.26–29                    | 8-9                           | Die menschliche Seele ist unsterblich und erreicht nach der Trennung vom Körper, wenn sie es verdient, den Himmel.                    |

## Inhalt
| Kapitel | Inhaltsangabe |
| ------- | --- |
| 6.9–10  | Scipio Africanus Minor erreicht Afrika, um die Stelle eines Militärtribunen bei dem Konsul Manius Manlius anzutreten. Er besucht den König Masinissa, mit dem er sich äußerst freundschaftlich einen ganzen Tag und anschließend bis tief in die Nacht unterhält. Als Scipio sich schlafen legt, beginnt sein Traum: Ihm erscheint sein Großvater, Africanus maior, und fordert ihn auf, auf die Erde herabzublicken. |
| 6.11–12 | Africanus maior sagt ihm seine Zukunft voraus: Scipio minor wird als Konsul Karthago zerstören, wird als Gesandter Ägypten, Syrien, Griechenland und Asien aufsuchen und wird zum zweiten Mal zum Konsul gewählt werden. Er wird Numantia zerstören und damit den Krieg in Spanien beenden. Sein Cousin Tiberius Gracchus wird ihm allerdings nach dem Leben trachten.                                                |
| 6.13–14 | Allen, die das Vaterland gerettet und unterstützt haben, ist ein sicherer Platz im Himmel bereitet. Africanus Minor fragt, ob sein Vater Paullus und Africanus Maior selbst lebe. Unter Tränen sieht Scipio seinen Vater auf sich zukommen. |
| 6.15–16 | Scipio darf jedoch erst dann, wenn er seine Aufgabe erfüllt hat, aus dem Leben scheiden. Der Großvater rät ihm, immer gerecht zu sein. Das Römische Reich ist im Kosmos nur ein winziger Punkt. |
| 6.17–18 | Africanus Maior erklärt ihm, dass sich sieben Planeten auf einer Kreisbahn um die Erde bewegen. Die verschiedenen Kreisbahnen erzeugen Töne, die sich zu Harmonien verbinden. Die äußersten Planeten erzeugen die höchsten Töne und die innersten die tiefsten. |
| 6.19-20 | Das menschliche Ohr hat sich gegen diese Klänge abgestumpft, die es ohnehin überfordern würden. Scipio betrachtet die Erde. Africanus zeigt ihm, wie klein diese ist und dass auf ihr nur einzelne Stellen von Menschen bewohnt werden. |
| 6.21-23 | Weiter erklärt er ihm, dass die Erde in verschiedene Klimazonen unterteilt ist. Der Ruhm ist örtlich begrenzt. Es ist unmöglich, Ruhm auf ewig zu erlangen. |
| 6.24-26 | Nach einem Platonischen Jahr, wenn alle Himmelskörper wieder genau dieselbe Position erreicht haben, wird er vergessen sein. Irdischer Ruhm ist also wenig wert, er stirbt mit dem Individuum. Scipio Minor zeigt sich beeindruckt und verspricht, die Ratschläge zu befolgen. |
| 6.27-29 | Nur was sich immer von selbst bewegt, ist ewig. Mit dem Ende der Bewegung ist das Leben gezwungenermaßen ebenfalls vorbei. Unbeseelt ist alles, was von außen angetrieben werden muss. Wer aber frevelhaft lebte, wird erst an dann seinen Ort im Himmel zurückkehren, wenn er jahrhundertelang um die Erde herum geschwebt ist. Der Großvater verschwindet; Scipio erwacht.                                          |

## Kosmologie
Im Traum wird Scipio zu seinem Großvater Scipio Africanus versetzt, der sich nach der Lehre der Pythagoreer auf der Milchstraße als dem Wohnsitz der von der Körperlichkeit gelösten Seelen aufhält, und überblickt den gesamten Kosmos von oben. Im Zentrum ruht die kugelförmige Erde und wird umgeben von sieben Planetensphären und der Sphäre der Fixsterne, auf der sich jetzt Scipio selbst befindet. Der ganze Himmel kreist von Ost nach West, am schnellsten die Sphäre der Fixsterne, während die darunterliegenden Kugelsphären eine Eigenbewegung in entgegengesetzter Richtung aufweisen und sich daher (geringfügig) langsamer von Ost nach West mitdrehen. Die stärkste Eigenbewegung hat der Mond, dann folgen Merkur, Venus, Sonne, Mars, Jupiter und Saturn.
Die Geschwindigkeiten der rotierenden Sphären sind von den Zwischenräumen abhängig. Nach der Pythagoreischen Lehre werden durch das Kreisen der acht Sphären bestimmte Töne erzeugt, die aber von den Menschen, die sich bereits im Mutterleib daran gewöhnt haben, nicht mehr gehört werden können. Jede Sphäre erzeugt jedoch einen Ton, wobei die Tonhöhe mit der Entfernung von der Erde zunimmt. Es ergeben sich sieben durch die Tonhöhe verschiedene Töne, denn die äußersten Sphären des Mondes und der Fixsterne bilden zusammen eine Oktave. Der Unterschied zwischen der Mond- und der Merkursphäre beträgt einen halben Ton, der zwischen Venus und Sonne anderthalb Töne, zwischen Sonne und Mars, Mars und Jupiter, Jupiter und Saturn je einen halben und schließlich zwischen Saturn und dem Firmament wieder anderthalb Töne. Scipio blickt also auf einen Kosmos, dessen harmonische Konstruktion – die sogenannte Sphärenmusik – musikalisch wahrnehmbar ist.

## Geographie

Die Bewohner werden im Norden vom Nordwind, im Osten von der aufgehenden Sonne, im Süden vom Südwind und im Westen von der untergehenden Sonne umschlossen.

Cicero lässt Scipio Africanus maior eine Erde skizzieren, auf welcher auch das aufstrebende Römische Reich nur einen kleinen Fleck darstellt. Zwischen diesen einzelnen bewohnten „Flecken“ liegen weite Einöden, und die Menschen sind teilweise so weit voneinander entfernt, dass sie schon wieder auf der nächsten „Hemisphäre“ (Nord, Süd, West, Ost) leben und somit sind sie Gegenbewohner, Nebenbewohner und Antipoden.

Africanus’ Vorstellung der bewohnten Erde.

Aber nicht nur durch die Meere, sondern auch die Klimazonen begrenzen die Kulturen: Es gibt zwei Pole, die beide von den am weitesten entfernten Gürteln umgeben werden. All diese Teile sind in Frost erstarrt. Der mittlere Gürtel ist der größte und verdorrt in der Glut der Sonne. Es gibt nur zwei bewohnbare Gürtel. Der südliche ist dem nördlichen unbekannt und vom Norden aus betrachtet, stehen die Menschen auf dem Kopf. Denn die Erde verengt sich an den Polen und wird an den Seiten breiter. Insgesamt stellt sie eine kleine Insel dar, die vom Ozean umflossen wird.

## Rezeption in der Antike
Ciceros Werk de re publica wurde in der Antike offenbar breit rezipiert.
 Vergils Aeneis (Besuch in der Unterwelt)

Im sechsten Buch der Aeneis ist Anchises' Prophezeiung an Aeneas enthalten und gilt als Höhepunkt der Geschichte. Das Ganze spielt in der Unterwelt. Der Vergil-Kommentator Maurus Servius Honoratius (4. Jahrhundert n.) behauptet, dass Aeneas von der Unterwelt träumte und nicht wirklich dort war. Cicero erzählt auch von einem Traum, doch im Gegensatz zu Vergils Aeneis spielt er sich bei ihm in der Höhe ab.

Macrobius’ Kommentar

Zum Weiterleben über die Antike hinaus verhalf dem Schlussteil des schon bald verlorenen Werks de re publica Macrobius mit einem Kommentar, der um ein Vielfaches länger als die kommentierte Passage ausfiel, nämlich zwei Bücher umfasst, die Macrobius unterteilte. In der Tradition der neuplatonischen Schule sah Macrobius in diesem Kommentar einen Lehrer-Ersatz, der seinen Zöglingen den philosophisch anspruchsvollen Text erklären sollte; so richten sich die beiden Bücher an Macrobius’ Sohn Eustathius.
Zwar kommentiert Macrobius nicht alle Passagen des Originals (er zitiert rund 60 % davon und lässt insbesondere die Rahmenhandlung unkommentiert), aber die zitierten behandelt er in der im Original vorgegebenen Reihenfolge.
| Kapitel in 'De re publica', Buch 6 | Thema bei Macrobius und Kapitelangabe                                                  |
| ---------------------------------- | -------------------------------------------------------------------------------------- |
|                                    | Einleitung: Somnium Scipionis und Platon-Mythos über den Er (1.1–5.1)                  |
| 5.2                                | Bedeutung der Zahlen 7 und 8 (1.5.3–6.83)                                              |
| 8.12                               | Die Tugenden und der Aufenthalt der Seele (1.8.1–9)                                    |
| 10.1–8                             | Der Körper als Gefängnis der Seele und deren Abstieg in den Körper (1.10.9–12)         |
| 13.1–4                             | Das Verbot des Selbstmordes (1.13.5–20)                                                |
| 14.1                               | Das Wesen der Seele (1.14.1-20)                                                        |
| 16.1–2, 17.1–5                     | Lage und Umlaufbahnen der Gestirne (1.14.21–22.13)                                     |
| 18                                 | Sphärenmusik (2.1–4)                                                                   |
| 20                                 | Aufbau der Erde (2.5–9)                                                                |
| 23                                 | Gliederung der Zeit (2.10)                                                             |
| 24                                 | Das Große Jahr, nach welchem alle Gestirne wieder in der gleichen Position sind (2.11) |
| 26                                 | Unsterblichkeit der Seele (auch unter Einbezug von Plato und Plotin) (2.12)            |
| 27                                 | Die Seele als bewegende Kraft (2.13–16)                                                |
| 29                                 | Schlussfolgerung (2.17)                                                                |

Macrobius zitiert aber nicht nur Cicero, sondern auch Platon (428/427-348/347 v. Chr.) und Plotin (205 – 270 n. Chr.) sowie Porphyrios (234 bis frühes 4. Jahrhundert n. Chr.).
Sein Werk wurde bis zum 10. Jahrhundert viel zitiert, also wohl auch verbreitet gelesen und dann von Petrarca wiederentdeckt. Dem Werk wurden auch Erdkarten angehängt, von denen sogar Kolumbus eine studierte.

## Rezeption und Würdigung in der Neuzeit
- Der italienische Humanist Francesco Petrarca schrieb einen Kommentar zum Somnium Scipionis.
- Johannes Keplers Somnium, 1634 posthum veröffentlicht, weist starke Bezüge zu Ciceros Werk auf. Darin träumt der Ich-Erzähler von einem Buch, in dem ein Geist dem Protagonisten der Schrift und seiner Mutter vom Mond erzählt und dabei die Perspektive der Mondbewohner auf das All und die Erde entfaltet. Kepler gründet die Darstellung auf seine eigenen astronomischen Erkenntnisse sowie die von Galilei und Kopernikus.
- Wolfgang Amadeus Mozart komponierte 1772 Il sogno di Scipione, eine vom Somnium Scipionis inspirierte Oper.
- Richard Harder bezeichnet Ciceros Somnium Scipionis als philosophische Höchstleistung, die bis in die Gegenwart viele andere Werke beeinflusst hat.[11]
- Der britische Autor Iain Pears veröffentlichte 2003 den historisch-philosophischen Roman „Scipios Traum“ und gestaltete einen seiner Protagonisten nach dem Vorbild von Macrobius.

## Werkausgaben
- siehe De re publica

Hörbuch:
- Somnium Scipionis a Cicerone scriptum, gelesen von Nikolaus Groß, im Verlag LEO LATINUS, ohne Jahresangabe. ISBN 978-3-938905-17-3